# УМЗ-451
УМЗ-451 (до 1969 года УМЗ-450) — бензиновый двигатель внутреннего сгорания, серийно производившийся на Ульяновском моторном заводе в период с 1955 по 1982 год. В 1971 году был модернизирован и стал называться УМЗ-451М.

## УМЗ-450
Двигатель УМЗ-450 начал разрабатываться весной 1955 года. С 1958 по 1965 год двигатель устанавливался на УАЗ-450, затем до осени 1969 года двигатель устанавливался на УАЗ-451.

## УМЗ-451 (451М; 451МИ)
Первый двигатель семейства УМЗ-451 был разработан 28 октября 1969 года на конвейере цеха № 21. В 1971 году, после модернизации, его название сменилось на УМЗ-451М/451МИ (выпуск намечен на 1972 год). От предшественника двигатель отличается полнопоточным масляным фильтром, чугунным блоком цилиндров (вместо алюминиевого), максимальной скоростью, увеличенной с 90 до 110 км/ч, мощностью 75 л. с. (вместо 62 л. с.), крутящим моментом 198 Н·м (вместо 149 Н·м), объёмом 2445 см3 (вместо 2430 см3), количеством клапанов (16 вместо 8) и топливом А-76 (вместо А-72). Устанавливался на УАЗ-451, УАЗ-452 и УАЗ-469.

## Применения
- УАЗ-450
- УАЗ-451
- УАЗ-452
- УАЗ-469